# W.J. Jeffery & Co
A W.J. Jeffery & Co é um fabricante britânico de armas de fogo, localizada na "Queen Victoria Street" em Londres.

## Histórico
A W.J. Jeffery & Co foi fundada por William Jackman Jeffery (1857–1909), que começou sua carreira no comércio de armas em 1885 trabalhando na loja principal da "Cogswell & Harrison". Em 1887, Philip Webley nomeou Jeffery como gerente do showroom da "P. Webley & Son's" em Londres, na Queen Victoria Street 60. Mais tarde, Webley abandonou sua operação em Londres e em 1890 Jeffery formou uma sociedade com um homem chamado Davies e a "Jeffery & Davies" começou a negociar na Queen Victoria Street 60. Essa parceria durou pouco e, em 1891, a empresa foi renomeada para W.J. Jeffery & Co, ainda operando na loja da Queen Victoria Street. Além de construir novas armas de fogo, a W.J. Jeffery & Co também negociava armas de fogo de segunda mão, em 1892 oferecendo mais de 1.000 para venda. Em 1898, a empresa abriu uma loja na "13 King Street, St James's", e em 1900 a empresa era um fabricante de armas em grande escala com uma oficina na "1 Rose and Crown Yard", perto da loja da "King Street".
William Jeffery morreu em 1909 e seu irmão Charles Jeffery assumiu a empresa. Em 1914, a loja da "King Street" foi substituída por uma loja menor na "26 Bury Street, St James's" e as oficinas do "Rose and Crown yard" fechadas. Durante a Grande Guerra, a empresa tinha uma série de contratos militares para rifles de precisão e equipamentos relacionados, mas o declínio nas vendas para civis no pós-guerra viu a fortuna da empresa cair. Em 1920, Charles Jeffery morreu e seu sobrinho F. Jeffery Pearce assumiu a empresa, em 1921 a loja da "Queen Victoria Street" foi fechada e em 1927 a empresa mudou-se para a "9 Golden Square, Soho". A Segunda Guerra Mundial fracassou em gerar muitos negócios para a W.J. Jeffery & Co e o retraído Império Britânico após a guerra viu as vendas de rifles para caça de grande porte cair ainda mais. Apesar disso, a empresa continuou e em 1955 mudou-se para o "5b Pall Mall, Londres", seu catálogo daquele ano oferecia três modelos de rifles duplos: um por ação de trava lateral ("sidelock") e dois por ação de caixa ("boxlock"), juntamente com rifles P-14 por ação de ferrolho em três calibres.
Em 1956, a empresa foi vendida para Malcolm Lyell, que também era dono da agência London Westley Richards, e a empresa mudou-se para a "23 Conduit Street". Em 1959, Lyell se tornou diretor administrativo e executivo-chefe da Holland & Holland, o endereço mudou para "13 Bruton Street" e a empresa tornou-se uma subsidiária da Holland & Holland. Sob o controle da a Holland & Holland, rifles e espingardas W.J. Jeffery & Co continuaram a ser fabricados, mas o nome Jeffery foi usado cada vez menos.

## História recente
Em 2000, a W.J. Jeffery & Co foi vendida para interesses americanos e, de 2000 a 2010, o controle da empresa foi transferido para a "J. Roberts & Son" de Londres, que detinha os registros da empresa e tinha licença para fabricar sob o nome Jeffery. O proprietário da "J. Roberts & Son", Paul Roberts, já foi proprietário da "John Rigby & Company". Naquela época, 100 novas armas de fogo Jeffery foram produzidas, 80 rifles de ferrolho e 20 rifles duplos e espingardas.

## Produtos
Ao contrário de outros fabricantes de armas de Londres, a W.J. Jeffery & Co ofereceu rifles de caça de grande porte modernos na faixa de preço médio. A fim de competir com seus maiores concorrentes, a "John Rigby & Company" e a "Westley Richards", a Jeffery terceirizou vários fabricantes de rifles de Birmingham, incluindo Saunders, Ellis, Webley, Tolley e Leonard bros, bem como Turners of Reading, John Wilkes e outros, além de obter componentes do exterior.
Em 1905, a empresa estava produzindo um grande número de rifles duplos "Nitro Express" de preço médio, tanto em seus próprio calibres quanto em outros calibres. Na época da morte de William Jeffery em 1909, eles eram provavelmente o maior comerciante de rifles duplos no Reino Unido, com grande número sendo usado na África e na Índia. Na década de 1950, vendia predominantemente espingardas e rifles de ferrolho.
Um usuário foi Jim Corbett, que usou um rifle duplo boxlock W.J. Jeffrey & Co com câmara em .450/400 Nitro Express 3 polegadas, junto com um John Rigby & Company|Rigby]] Mauser mais leve em .275 Rigby.
Nos primeiros anos da Primeira Guerra Mundial, os rifles W.J. Jeffrey & Co munidos de seu cartucho .333 Jeffery de alta velocidade mostraram-se altamente eficazes contra as placas de proteção de aço usadas pelos atiradores alemães da época.

## Munições desenvolvidas pela W.J. Jeffery & Co
- .255 Jeffery Rook em ~1898
- .400 Jeffery Nitro Express em 1902
- .600 Nitro Express em 1903
- .404 Jeffery em 1905
- .475 No 2 Jeffery em 1906
- .333 Jeffery em 1908
- .280 Jeffery em 1913
- .303 Magnum em 1919
- .500 Jeffery em ~1920